# Slimmy
Slimmy ist ein portugiesisches Bandprojekt des Musikers Paulo Fernandes, das seinen Stil aus verschiedenen Pop-Rock-Spielarten kreiert, vor allem Electropunk und Popmusik, und live mit festem Musikerstamm auftritt.

## Geschichte
Nach ersten Erfahrungen bei Nachwuchswettbewerben 1999/2000 hielt sich Paulo Fernandes verstärkt in England auf, wo er live auftrat und in der Musikszene kursierende Demoaufnahmen machte, u. a. mit Musikern aus dem Umfeld von James (Band). Sein Stück Bloodshot Star erlangte einige Bekanntheit und wurde in der Folge für eine Folge der Serie CSI: Miami ausgesucht, während der britische Sportsender Sky Sports sein Stück Self Control verwendete. 2004 zog Slimmy nach London. Im gleichen Jahr bestritt er das Vorprogramm der britischen Tour der US-amerikanischen Band Electric Six.
Seinem Debüt-Album Beatsound Loverboy 2007, produziert u. a. von Mark Turner und von Saul Davies (von der Band James), folgten Nominierungen u. a. bei den MTV Europe Music Awards 2008 und, ebenfalls in 2008, dem Globo de Ouro in Portugal. Das Album landete bei der Hörerumfrage des Senders Antena 3 auf dem dritten Platz unter den 100 wichtigsten portugiesischen Musikalben seit 1994. Einige Singles des Albums erreichten untere Plätze der portugiesischen Charts, vor allem, nachdem Musik von Slimmy bei der erfolgreichen Fernsehserie Morangos com Açucar verwendet wurde.
Der seit 2007 wieder in Portugal lebende Paulo Fernandes tourte seither verstärkt im ganzen Land mit seiner Band. 2010 erschien das zweite Slimmy-Album, Be Someone Else.

## Stil
In den Liedern mischen sich Einflüsse des Electropunk mit elektronischer Popmusik, etwa im Stile New Orders, und klassischem Rock und Pop. Neben etwas ruhigeren, melodiegetragenen Lieder sind vor allem die rhythmusbetonten, treibenden Stücke und ihr rauer Gitarrensound für das Klangbild der Band charakteristisch. Bei den Auftritten der Band erregen vor allem die androgyne Erscheinung und die extrovertierte Art des Sängers die Aufmerksamkeit der Zuschauer.

## Diskografie
Alben
- 2007: Beatsound Loverboy (Mother City Music)
- 2008: Unplugged
- 2010: Be Someone Else (iPlay)
- 2013: Freestyle Heart (Sapient)
- 2019: I’m Not Crazy, I’m In Love (Independent Records)